# Crossopalpus setiger
Crossopalpus setiger är en tvåvingeart som först beskrevs av Friedrich Hermann Loew 1859.  Crossopalpus setiger ingår i släktet Crossopalpus och familjen puckeldansflugor. Arten är reproducerande i Sverige. Inga underarter finns listade i Catalogue of Life.